# أذن الفأر الآسيوي
أذن الفأر الآسيوي (الاسم العلمي: Myosotis asiatica) هو نوع من النباتات يتبع جنس أذن الفأر من الفصيلة الحمحمية.